# Fagioli/Mi piaccion le sbarbine
Fagioli/Mi piaccion le sbarbine è il secondo singolo degli Skiantos, pubblicato nel 1980.

## Descrizione
Nelle intenzioni del gruppo, il brano Fagioli avrebbe dovuto concorrere al Festival di Sanremo 1980, ma nella selezione finale, tenutasi nella città ligure del giovedì 17 gennaio di quell'anno, la canzone risulta essere una delle 10 non ammesse alla gara fra le 40 candidate.
Tuttavia, nell'angolo in alto a sinistra della copertina del singolo, che era stato già stampato, campeggia la scritta che lo definisce Il piatto forte del XXX Festival di S. Remo.
La canzone Fagioli non verrà inclusa nell'album Pesissimo! pubblicato alla fine di quel 1980, ma sarà ripescata come bonus track per la riedizione su CD del 2003 di Kinotto, inciso come 33 giri nel 1979 e già contenente Mi piaccion le sbarbine.

## Tracce
1. Fagioli (Roberto Antoni - Andrea Setti - Andrea Dalla Valle) 2:55
2. Mi piaccion le sbarbine 2:57